# Avard Moncur
Avard Moncur (Nassau, 2 novembre 1978) è un velocista bahamense, specializzato nei 400 metri piani, distanza di cui è stato campione mondiale a Edmonton 2001.

## Palmarès
| Anno | Manifestazione          | Sede           | Evento      | Risultato  | Prestazione | Note                                     |
| ---- | ----------------------- | -------------- | ----------- | ---------- | ----------- | ---------------------------------------- |
| 1996 | Mondiali U20            | Sydney         | 400 m piani | Semifinale | 47"90       |                                          |
| 1999 | Giochi panamericani     | Winnipeg       | 400 m piani | 8º         | 45"60       |                                          |
| 1999 | Giochi panamericani     | Winnipeg       | 4×400 m     | Finale     | dns         |                                          |
| 2000 | Giochi olimpici         | Sydney         | 400 m piani | Semifinale | 45"18       |                                          |
| 2000 | Giochi olimpici         | Sydney         | 4×400 m     | Bronzo     | 2'59"23     |                                          |
| 2001 | Mondiali                | Edmonton       | 400 m piani | Oro        | 44"64       |                                          |
| 2001 | Mondiali                | Edmonton       | 4×400 m     | Oro        | 2'58"19     | Record nazionale                         |
| 2002 | Giochi del Commonwealth | Manchester     | 400 m piani | Bronzo     | 45"12       |                                          |
| 2003 | Campionati CAC          | Saint George's | 4×400 m     | Oro        | 3'02"56     |                                          |
| 2003 | Mondiali                | Saint-Denis    | 400 m piani | Semifinale | 45"65       |                                          |
| 2003 | Mondiali                | Saint-Denis    | 4×400 m     | Bronzo     | 3'00"53     | Miglior prestazione personale stagionale |
| 2005 | Mondiali                | Helsinki       | 4×400 m     | Argento    | 2'57"32     | Record nazionale                         |
| 2006 | Giochi del Commonwealth | Melbourne      | 400 m piani | Semifinale | 45"72       |                                          |
| 2006 | Giochi del Commonwealth | Melbourne      | 4×400 m     | Finale     | dnf         |                                          |
| 2007 | Giochi panamericani     | Rio de Janeiro | 400 m piani | 6º         | 45"51       |                                          |
| 2007 | Giochi panamericani     | Rio de Janeiro | 4×400 m     | Oro        | 3'01"94     |                                          |
| 2007 | Mondiali                | Osaka          | 400 m piani | 8º         | 45"40       |                                          |
| 2007 | Mondiali                | Osaka          | 4×400 m     | Argento    | 2'59"18     | Miglior prestazione personale stagionale |
| 2008 | Campionati CAC          | Cali           | 4×400 m     | Argento    | 3'02"48     |                                          |
| 2008 | Giochi olimpici         | Pechino        | 4×400 m     | Argento    | 2'58"03     | [ 1 ]                                    |
| 2009 | Campionati CAC          | L'Avana        | 4×400 m     | 4º         | 3'05"00     |                                          |
| 2009 | Mondiali                | Berlino        | 4×400 m     | Batteria   | dq          |                                          |
| 2011 | Campionati CAC          | Mayagüez       | 4×400 m     | Oro        | 3'01"33     |                                          |
| 2011 | Mondiali                | Taegu          | 4×400 m     | Batteria   | 3'01"54     |                                          |

## Altre competizioni internazionali
2002
- 4º alla Grand Prix Final ( Parigi), 400 m piani - 44"97